# Hedyotis lessertiana
Hedyotis lessertiana là một loài thực vật có hoa trong họ Thiến thảo. Loài này được Arn. mô tả khoa học đầu tiên năm 1836.